# BMW E12
BMW 5-й серии (E12) — первое поколение легковых автомобилей 5-й серии западногерманского автоконцерна BMW, выпускавшееся с 1972 по 1981 год. Первые модели фирмы, которые имели обозначение состоящее из трёх цифр. Первое семейство автомобилей в котором появилась спортивная M-версия.

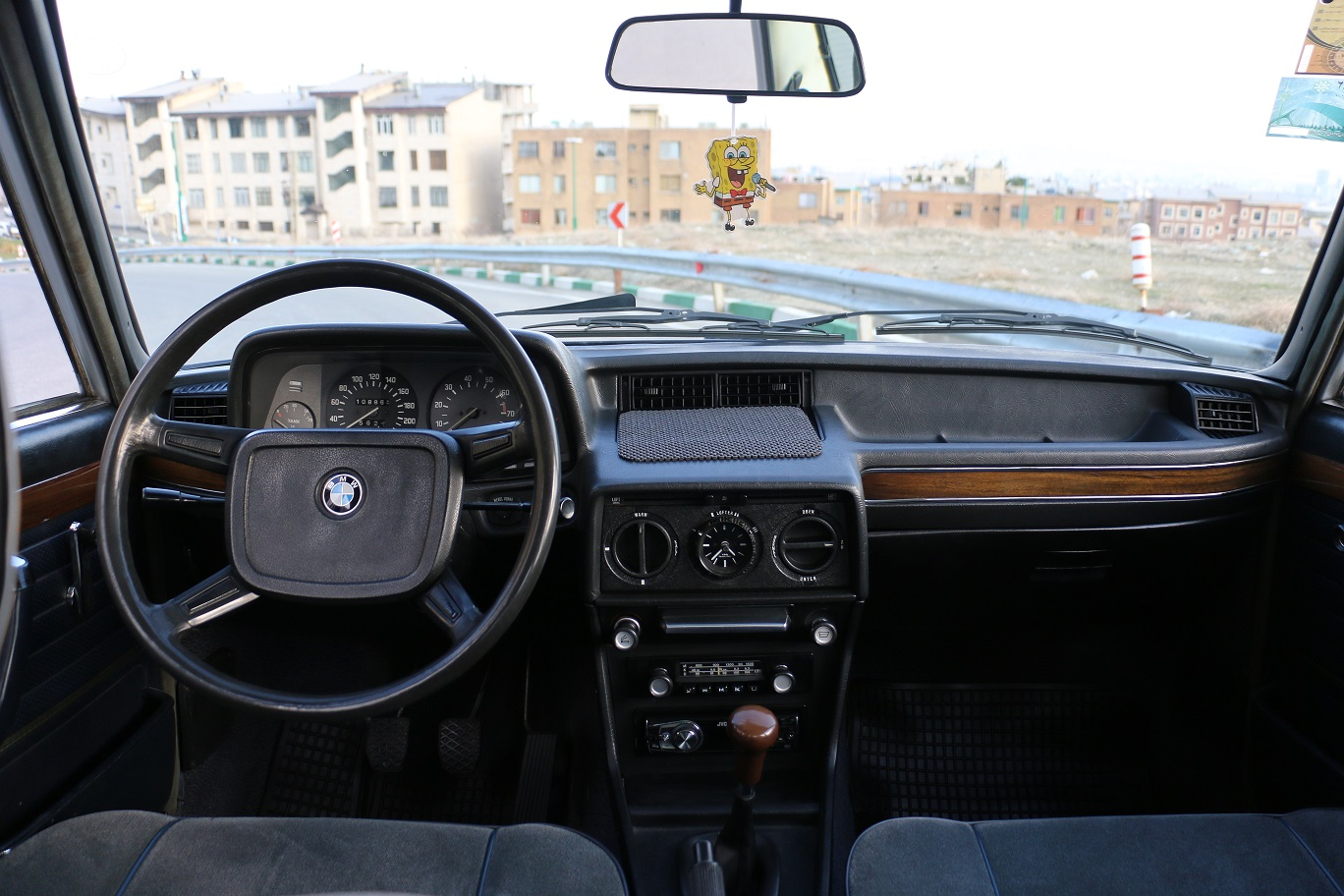
Салон BMW 520

В сентябре 1972 года компания BMW представила новую модельную серию, в качестве преемника автомобилей «Нового класса». Двухлитровая четырёхцилиндровая модель обозначалась как 520 (читается «пять двадцать»), где первая цифра указывала на класс модели, а вторая и третья представляли рабочий объём двигателя. Предполагалось, что и будущие серии моделей получат подобные обозначения.
Внешний вид автомобиля был создан под руководством главного дизайнера BMW Поля Брака. Его отличала большая площадь остекления, низкая поясная линия и четыре фирменных фары. Из строгой функциональности салона были убраны все второстепенные, отвлекающие от управления автомобилем детали. Был окончательно сформирован стиль, который переживёт десятилетия и станет отличительной особенностью марки.
Модернизированные четырёхцилиндровые двигатели, карбюраторный для модели 520 и со впрыском топлива модели 520i были созданы на основе опыта, полученного при разработке новых шестицилиндровых моторов. Шасси новых моделей, сочетавшее в себе комбинацию спортивной динамики, комфорта в управлении и безопасности, было также дальнейшим развитием идей, заложенных в предшествующих моделях.
Потребность в более мощных автомобилях была удовлетворена через год, сначала в виде модели 525, первой в серии с шестицилиндровым двигателем  мощностью 145 л.с., которая вскоре была дополнена 165-сильной моделью 528. Оба автомобиля были оборудованы проверенными карбюраторными моторами от больших моделей серии 3 и обладали выдающейся динамикой. 
Модель 518 с 1,8-литровым мотором была представлена в середине 1974 года, как относительно недорогой автомобиль начального уровня в средне-высшем классе и замена модели 1800.

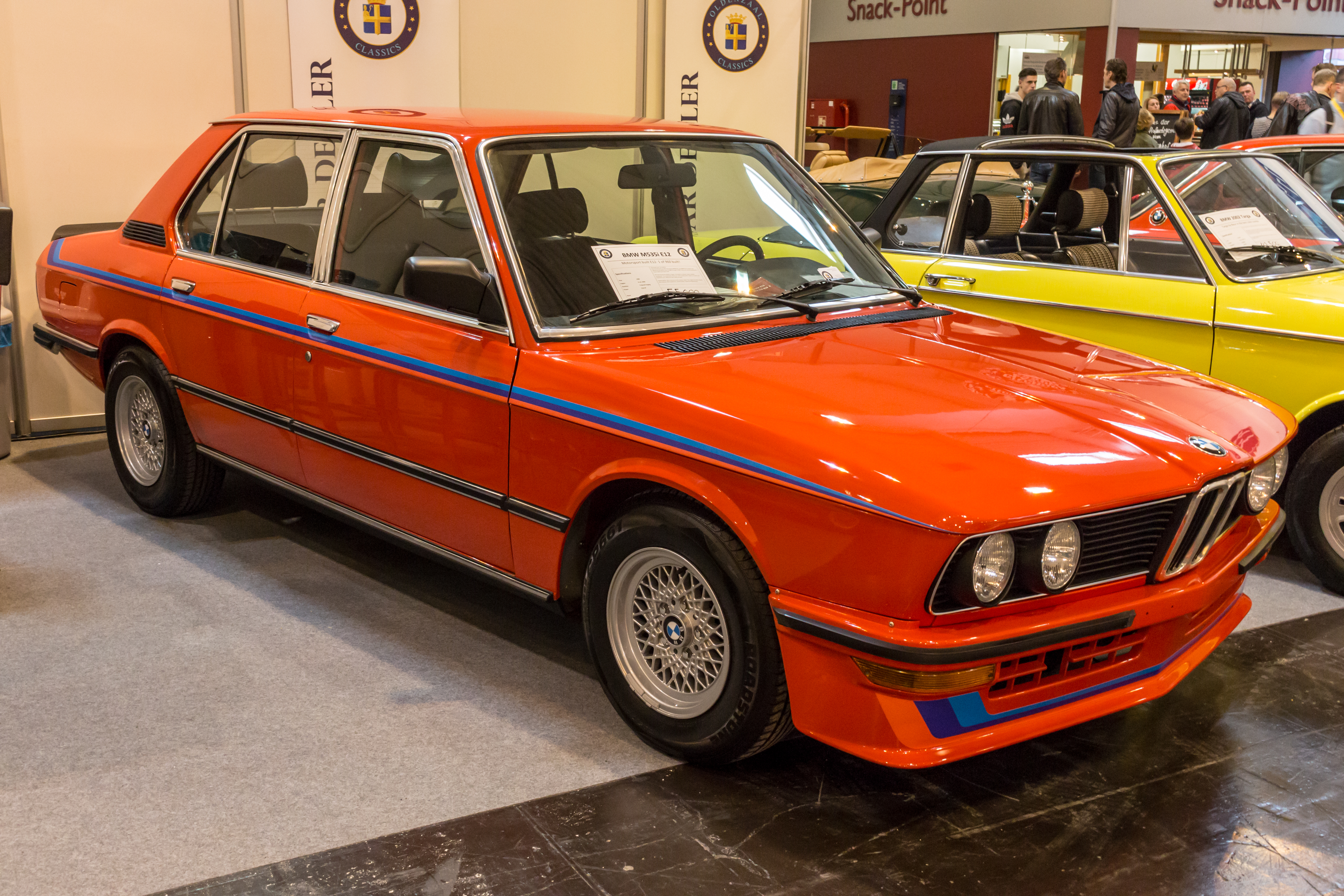
BMW M535 с обновлённым передком 1977 года и дополнительным спойлером снизу бампера

С 1977 модельного года автомобили серии получили небольшие изменения внешнего вида: появился новый капот, изменённые «ноздри» спереди и новые задние фонари. Модель 520 получила абсолютно новый шестицилиндровый карбюраторный двигатель мощностью 122 л.с. Мощность мотора высшей модели серии 528i возросла до 184 л.с. начиная с 1978 года, что позволило ей преодолеть планку скорости в 200 км/ч, фантастическая величина для седана того времени. Для рынка США с его очень жёсткими ограничениями к токсичности выхлопов в 1974 году была представлена трёхлитровая модель 530i.
Самый мощный автомобиль серии — модель M535, подготовленная спортивным подразделением BMW, была представлена в 1979 году. Автомобиль оснащался шестицилиндровым двигателем мощностью 218 л.с. и только механической коробкой передач спортивного типа. В дальнейшем станет традиционным выпуск спортивных M-версий во всех сериях автомобилей фирмы.
Производство моделей первого поколения 5-й серии было прекращено в 1981 году. Всего было выпущено почти 700 тысяч автомобилей, что позволило компании удвоить продажи в данном секторе рынка. Более половины всего произведённого ушло на экспорт.
| Список моделей  | Список моделей    | Список моделей             | Список моделей | Список моделей           |
| Модели          | Годы производства | Количество выпущенных, шт. | Цена, DM       | Двигатели                |
| 5-я серия (E12) | 06.1972—07.1981   | 699 094                    |                |                          |
| --------------- | ----------------- | -------------------------- | -------------- | ------------------------ |
| 518             | 1974—1981         | 132 281                    | 14 870         | 1.8 R4-90 (M118/M42/M99) |
| 520             | 1972—1981         | 137 498                    | 14 490         | 2.0 R4-115 (M17)         |
| 520i            | 1972—1979         | 25 156                     | 15 670         | 2.0 R4-130/125 (M15/M64) |
| 520             | 1977—1981         | 140 031                    | 20 200         | 2.0 R6-122 (M60)         |
| 525             | 1973—1981         | 128 356                    | 17 505         | 2.5 R6-145/150 (M06/M68) |
| 528             | 1975—1981         | 37 501                     | 22 530         | 2.8 R6-165 (M06/M68)     |
| 528i            | 1977—1981         | 65 736                     | 22 800         | 2.8 R6-177/184 (M86)     |
| 530i            | 10.1974—08.1978   | 27 870                     |                | 3.0 R6-176 (M86)         |
| M535i           | 04.1980—07.1981   | 1650                       | 43 595         | 3.5 R6-218 (M90)         |

## Комментарии
1. 1 2  Вес пустого автомобиля (сухая масса).
2. ↑  Вес автомобиля, заправленного техническими жидкостями (охлаждающая и тормозная жидкости, моторное  и трансмиссионное масла и т.п.) (снаряжённая масса).